# Blame – Die Wiege des Todes
Blame – Die Wiege des Todes (Originaltitel: Películas para no dormir: La culpa, Alternativtitel: The Blame, The Secret Door, The Room Upstairs) ist ein spanischer Drama- und Horrorfernsehfilm, mit Nieve de Medina und Montse Mostaza in den Hauptrollen. Regie führte Narciso Ibáñez Serrador, der auch das Drehbuch nach einer Vorlage von Luis Murillo schrieb. Der Film war Teil der Fernsehfilmreihe Películas para no dormir, die wiederum die Grundidee der von Serrador in den 60ern und 80ern realisierten spanischen TV-Filmreihe Historias para no dormir aufnahm.
Der Film wurde 2006 im spanischen Fernsehen gezeigt und im deutschsprachigen Raum am 9. November 2006 direkt auf DVD veröffentlicht.

## Handlung
Die Handlung des Fernsehfilms spielt im Madrid der 1970er Jahre, die geprägt waren durch den endenden Franquismus und eine starke Stellung der römisch-katholischen Kirche.
In dieser Zeit sucht die junge und alleinerziehende Mutter Gloria mit ihrer Tochter Vicky eine bezahlbare Unterkunft in Madrid. Sie arbeitet in einem Krankenhaus als Krankenschwester und lernt dort die Gynäkologin Ana kennen. Ana bietet Gloria an, bei ihr einzuziehen. Für die Überlassung der Räumlichkeiten, zwei Zimmer im Obergeschoss, soll sie in ihrer Privatpraxis, die im Erdgeschoss liegt, mithelfen.
Mit kleineren Geschenken versucht Ana, in der Zuneigung von Gloria und Vicky zu steigen. Auch fördert sie den Stil von Gloria, damit diese ein gefälligeres Aussehen erlangt. 
Nach einiger Zeit fragt Ana Gloria, ob sie ihr bei Abtreibungen, die sie in ihrer Praxis durchführt, behilflich sein kann. Gloria willigt ein und bekommt so einen Einblick in die Beweggründe für einen Schwangerschaftsabbruch bei den Patientinnen.